# Necropoli di Varna
La necropoli di Varna (in bulgaro Варненски некропол?) è un sito archeologico localizzato nella zona industriale occidentale della città di Varna, in Bulgaria. Si trova a circa mezzo chilometro dal lago di Varna e a 4 km dal centro della città.

È considerato uno dei principali siti archeologici mondiali legati alla preistoria.

## Scoperta e scavi
Il sito è stato scoperto per caso nell'ottobre del 1972 dall'operaio Raycho Marinov. 
Gli scavi proseguirono sotto la direzione di Mihail Lazarov (1972-1976) e di Ivan Ivanov (1972-1991). Circa il 30% dell'area stimata della necropoli non è  ancora stata scavata.
Sono state scoperte 294 tombe, molte delle quali contengono sofisticati esempi di gioielli in oro e rame, di vasellame (circa 600 pezzi, inclusi alcuni con pittura in oro), lame in pietra e in ossidiana, conchiglie e perline.

## Cronologia
Le tombe sono state datate tra il 4600 ed il 4200 a.C. (datazione al radiocarbonio, 2004) ed appartengono alla cultura eneolitica di Varna, che è una variante locale della cultura di Gumelniţa-Karanovo.

## Riti di sepoltura
La necropoli di Varna ha restituito moltissime tombe dallo studio delle quali emergono tre diversi tipi di rituale: 1. le tombe simboliche, che non accolgono il defunto ma un viso di argilla a grandezza naturale e adornato con numerosi oggetti d'oro, di rame, di osso e di ceramica; 2. le inumazioni in posizione distesa, che riguardavano soprattutto uomini, abbellite con ricchi ornamenti d'oro (come scettri e placchette zoomorfe), asce e vasi dipinti in oro; 3. le inumazioni in posizione flessa, con un corredo comune.
Queste differenze di rituale  fanno pensare ad una struttura sociale giá piuttosto complessa e costituita da diversi strati in base alla possibilità di accumulare ricchezze sotto forma di metalli o bestiame attraverso la capacitá di sfruttare risorse minerarie e naturali.